# راديسلاف كرستيتش
راديسلاف كرستيتش
 (مواليد 15 فبراير 1948 في فلاسينيكا، جمهورية يوغوسلافيا الاشتراكية الاتحادية (حاليا فلاسينيكا، البوسنة والهرسك)) هو نائب قائد صرب البوسنة والهرسك ثم رئيس أركان فيلق درينا التابع لجيش جمهورية صرب البوسنة من أكتوبر 1994 حتى 12 يوليو 1995 رقي إلى رتبة لواء في يونيو 1995 وتولى قيادة فيلق درينا في 13 يوليو 1995.
في عام 1998 وجهت المحكمة الجنائية الدولية ليوغوسلافيا السابقة لائحة اتهام إلى كرستيتش بارتكاب جرائم حرب في لاهاي فيما يتعلق بالإبادة الجماعية لحوالي 8000 أسير حرب بوسني ومدني في 11 يوليو 1995 أثناء مذبحة سريبرينيتشا أول إبادة جماعية في أوروبا منذ الحرب العالمية الثانية. في 2 أغسطس 2001 أصبح كرستيتش أول رجل يُدان بارتكاب جريمة الإبادة الجماعية من قبل المحكمة وحُكم عليه بالسجن 46 عام. كان فقط ثالث شخص تمت إدانته بموجب اتفاقية الإبادة الجماعية والمعاقبة عليها لعام 1948. تم تخفيض العقوبة بعد ذلك إلى 35 عام في السجن عندما أيدت محكمة الاستئناف تهمة أقل للمساعدة والتحريض على الإبادة الجماعية.

## النشأة والتعليم
ولد كرستيتش في فلاسينيتشا بالبوسنة والهرسك. التحق بالمدرسة الابتدائية في فلاسينيكا والمدرسة الابتدائية في هان بيجيساك حيث أكمل أيضا تعليمه الثانوي في مدرسة القواعد. يصف كرستيتش سنوات شبابه بأنها سلمية للغاية والمجتمع الذي عاش فيه بأنه «غير متجانس» ومتسامح للغاية خاصة بين الشباب.
في عام 1968 بعد الانتهاء من تعليمه الثانوي بدأ تعليمه الجامعي بالتسجيل في الأكاديمية العسكرية في بلغراد. تخرج في عام 1972 وبعد ذلك أصبح ضابط الخدمة الفعلية في جيش يوغوسلافيا الشعبي السابق.

## الحياة الشخصية
كرستيتش متزوج ولديه ابنة تدعى تمارا. وصهره هو رئيس المخابرات السابق بفيلق درينا المقدم سفيتوزار كوسوريتش. توفيت زوجته عام 2005.

## المسيرة المهنية
تم تعيين كرستيتش لأول مرة في حامية سراييفو من عام 1972 إلى عام 1981 حيث التحق بمدرسة عسكرية ثانوية في مركز يسمى «جوزيب بروز تيتو». كانت مهمته الأولى قائد فصيلة في هذه المدرسة الثانوية العسكرية. كما كان قائد سرية وكان رئيسا لفصله خلال تخرجه. يتذكر كرستيتش سراييفو على أنها فريدة من نوعها في يوغوسلافيا بسبب روح الوحدة بين السكان المتنوعين عرقيا.
انتهت جولة كرستيتش في الخدمة في سراييفو في عام 1981 عندما تم تعيينه في هيئة الأركان العامة للأكاديمية العسكرية لصربيا. في حين أن هذه المهمة كانت مطلوبة للغاية من قبل الضباط العسكريين ذوي التفكير المهني أصر كرستيتش على بقاء عائلته في سراييفو على أمل أن يتم نقله هناك. عند الانتهاء من تعليمه في عام 1983 تم تعيينه في نيغوتين وهي بلدة صغيرة تقع على حدود يوغوسلافيا وبلغاريا ورومانيا.
في منتصف عام 1986 تم نقل كرستيتش إلى بريشتينا في كوسوفو حيث تم تعيينه مسؤولا عن تدريب الضباط والوحدات في فيلق بريشتينا. بسبب الاضطرابات التي بدأت تختمر في تلك المنطقة تم تعيينه في كوسوفسكا ميتروفيكا في أوائل عام 1987 كرئيس أركان للواء الميكانيكي. ظل في هذا المنصب حتى عام 1990 عندما تولى منصب قائد اللواء لتلك الحامية.

### دوره في حروب يوغوسلافيا

#### الانضمام إلى جيش جمهورية صرب البوسنة
في منتصف عام 1992 بعد إعلان البوسنة والهرسك استقلالها قرر كرستيتش أنه بدلا من محاولة العثور على مكان في يوغوسلافيا الجديدة هذه سيعود إلى البوسنة والهرسك حيث ولد في البوسنة والهرسك واعتبر نفسه مواطن في البوسنة والهرسك. مكث مع عائلته في هان بييساك لفترة قصيرة وفي يونيو 1992 مع اندلاع حرب البوسنة والهرسك بالفعل قدم تقارير إلى حامية هان بييساك وانضم إلى جيش جمهورية صرب البوسنة. تم تعيينه على الفور برتبة مقدم لمنصب قائد لواء رومانيا الميكانيكي الثاني والذي كان يقع في حامية سوكولاك. كان هذا اللواء تجربة جديدة لكريستيتش حيث كان متجانس عرقيا ويتألف فقط من العرق الصربي من بلديات سوكولاك وأولوفو وكلاداني واللاجئين من بلديات زينيتشا وكاكاني وبريزا وفارش.

#### الاشتباكات المبكرة
واجه كرستيتش في البداية مشاكل مع القيادة والسيطرة بسبب قلة خبرة الضباط في قيادة اللواء والوحدات التابعة لهم. ومع ذلك تحسن الوضع بسرعة وفي أكتوبر من نفس العام تمت ترقيته إلى رتبة عقيد. في عطلة الصرب الأرثوذكس في يوم القديس إليجا في أغسطس 1993 خلف مواقع وحدات كرستيتش التي كانت تعمل في خط الجبهة في منطقة كلاداني كان هناك تسلل متزامن لجيش جمهورية البوسنة والهرسك وتم تدمير قرى في أراضي بلدية هان بييساك مثل سيروفيتشي ورييكا وبوتكوسوفاكا وقتل معظم سكانها. في أواخر أبريل من العام التالي كان هناك جهد كبير من قبل فيلق البوسنة والهرسك الشرقي لاختراق جبهة كلاداني للاستيلاء على فلاسينيتشا والربط من اتجاه كلاداني مع القوات داخل منطقة أوبا المحمية. استمر الهجوم لمدة 20 يوم وتم سحقه في 20 مايو 1994.

#### تحذيرات الأمم المتحدة بشأن «المناطق الآمنة»
في 15 أغسطس 1994 تم تعيين كرستيتش رئيسا لأركان فيلق درينا. عمل كرستيتش مع بديله لتعريفه بأدواره ووظيفته حتى 1 سبتمبر ثم عمل مع رئيس الأركان السابق الذي كان سيحل محله لتعلم منصبه الجديد حتى 28 سبتمبر. ثم تم إطلاعه على العمليات البوسنية القادمة من اتجاه توزلا وشيفينيتشي وكلاداني وأولوفو ضد المدنيين الصرب. كما أطلعه سلفه على ذلك وأخبره أنه على الرغم من حالة المنطقة الآمنة الممنوحة لسريبرينيتشا وسيبا والالتزامات الناشئة عن اتفاقات نزع السلاح فإن قوات الفرقة الجبلية 28 التابعة لفيلق شرق البوسنة والهرسك في سريبرينيتشا وسيبا كانت في حقيقة شراء المزيد من الأسلحة من توزلا وكلاداني أو مباشرة من سراييفو بالإضافة إلى الأسلحة الخفيفة أو أسلحة المشاة التي كانت بحوزتهم بالفعل.
وردت تقارير عديدة من مصادر استخباراتية صربية عن تحركات قوات جيش البوسنة والهرسك داخل وخارج الجيوب المحمية التي تحمل أسلحة واستكشاف مواقع الصرب وأعمال عسكرية أخرى ضد توزلا وسيفينيتشي وكلاداني وكلها تستخدم محميات الأمم المتحدة كقاعدة للعمليات في المنطقة وتعمل تحت الرادار لتجنب إشعار من قبل قوة الحماية. بقي كرستيتش في منصبه في قيادة الفيلق حتى 1 نوفمبر 1994 حيث أنشأ لواء تم نشره في منطقة فيلق الهرسكيون لمحاربة الهجوم الذي شنه فيلق شرق البوسنة والهرسك من منطقة بيلاسنيكا وإغمان باتجاه تريسكافيتشا وترنوفو. وبقي في منطقة تريسكافيتشا وترنوفو حتى منتصف ديسمبر 1994 وعندها عاد إلى منصبه كقائد للفيلق في فلاسينيتسا.
أُطلع مرة أخرى على الوضع فيما يتعلق بالعمليات التي كانت تقوم بها قيادة البوشناق التابعة للفرقة 28 في سريبرينيتشا بناء على أوامر من هيئة الأركان الرئيسية للفيلق الثاني في توزلا نحو مواقع فيلق درينا على وجه الخصوص في بلدية ميليتشي وهان بييساك وبلدية فلاسينيتشا. كما اطلع على معلومات مخابرات حول استمرار تزويد عناصر اللواء 28 بالمحمية بالسلاح والذخائر. بدأوا في اعتراض الاتصالات التي تشير إلى محاولة جيش البوسنة والهرسك إجراء عمليات سلسلة التوريد من توزلا للارتباط بقواتهم في سريبرينيتشا في عملية تسمى «الجندب».

#### الإصابة بلغم أرضي
في 29 ديسمبر 1994 أثناء تفتيش انتشار القوة في كلاداني وأولوفو داس كرستيتش على لغم أرضي وأصيب بجروح خطيرة. ونُقل إلى مستشفى عسكري في سوكولاك حيث بُترت ساقه اليمنى تحت ركبته في 3 يناير. مكث في المستشفى العسكري في ملجين حتى نهاية مارس 1995 حيث نُقل إلى الأكاديمية الطبية العسكرية في بلغراد حيث مكث فيها حتى نهاية أبريل 1995. وخرج من المستشفى العسكري بناء على طلبه ومكث فيه لمدة يومين مع عائلته في كوسوفسكا ميتروفيتشا قبل أن يعود إلى البوسنة والهرسك مع زوجته لتقديم تقرير إلى أطبائه في سوكولاك وفلاسينيتشا لمزيد من العلاج. خضع للعلاج بالتناوب في سوكولاك وفلاسينيتسا حتى منتصف مايو 1995 عندما عاد إلى منصبه الرسمي.

#### هجوم الجيش البوسني
عند عودته إلى مهامه الرسمية تم اطلاع كرستيتش مرة أخرى على أن نشاط القوات المسلمة البوسنية بين توزلا ومحميات الأمم المتحدة آخذ في الازدياد وأن القوات الصربية تكبدت خسائر فادحة للمتسللين. أفادت المخابرات الصربية أنه على الرغم من أمر حظر الطيران على معظم المنطقة كانت طائرات الهليكوبتر العسكرية للبوسنة والهرسك تهبط يوميا في المناطق المحمية بالذخائر والإمدادات. مع ملاحظة الحشد نحو هجوم كبير من قبل جيش البوسنة والهرسك بدأ فيلق درينا الاستعدادات لهجوم مضاد.
في 15 يونيو 1995 شنت قوات الفيلق الثاني في جيش جمهورية البوسنة والهرسك هجمات متزامنة ضد لواء برانسكا الأول ولواء مشاة زفورنيك الأول ولواء فلاسينيتشا الأول على طول محاور توزلا-زفورنيك وكلاداني-فلاسينيكا. وسقط ضحايا من كلا الجانبين لكن فيلق درينا حقق مكاسب إقليمية في بلديات كاليسيا وعثماسي وبعد أربعة أيام من القتال عاد الفيلق الثاني إلى مواقعه الأصلية. ركز فيلق شرق البوسنة والهرسك بعد ذلك قواته على محور توزلا-زفورنيك وبعد إنشاء جسر على نهر سبريتشا اخترقوا خطوط الصرب ودمروا قرى ماركوفيتشا وجزء كبير من أوسماكا وقرية زيلينا بأكملها. ثم احتلت الفرقة 28 من الفيلق الثاني قريتي فيشنجيكا ورجيتشي حيث هاجموا الأركان الرئيسية لجيش جمهورية صرب البوسنة من اتجاه بانيا لوتشيكا وكريفاتشي. احتفظت هذه المنطقة حتى 26 يونيو عندما قام فيلق درينا بتحصين دفاعاته وتمكن من صد جيش جمهورية البوسنة والهرسك ثم إعادته إلى مواقعه الأولية.

#### عملية كريفايا 95
نظرا لأن الجيوب الخاضعة لحماية الأمم المتحدة في سريبرينيتشا وسيبا لم تكن منزوعة السلاح مطلقا وأنهما أخفوا ما يعادل «خمسة أو ستة ألوية» من قوات وأسلحة جيش البوسنة والهرسك أمرت هيئة الأركان الرئيسية لجيش جمهورية صرب البوسنة قيادة فيلق درينا بالقيام بعملية يطلق عليها اسم كريفايا 95. كان هذا استجابة لتوجيه 8 مارس 1995 من رئيس صرب البوسنة والهرسك رادوفان كاراديتش نفسه (على الرغم من أنه يعتقد أن كرستيتش كان مخططا مشاركا) يأمر «قيادة فيلق درينا عملا بتوجيه العمليات رقم 7 و 7/1 من جيش جمهورية صرب البوسنة وعلى أساس الوضع في منطقة مسؤولية الفيلق لديه مهمة تنفيذ أنشطة هجومية مع القوات الحرة في عمق منطقة فيلق درينا في أقرب وقت ممكن من أجل تقسيم جيبا سيبا وسريبرينيتشا واختزالهما إلى مناطقهما الحضرية بين الجيبين. من خلال العمليات القتالية المخططة والمدروسة جيدا خلق حالة لا تطاق من انعدام الأمن التام مع عدم وجود أمل في مزيد من البقاء أو الحياة لسكان سريبرينيتشا أو سيبا».
كان الهدف العملياتي هو «هجوم مفاجئ فصل القوات العسكرية وتقليص حجمها في جيبي سريبرينيتشا وسيبا» وكذلك «تحسين الوضع التكتيكي للقوات في عمق المنطقة وتهيئة الظروف من أجل القضاء على الجيوب». تضمنت معايير المهمة جدول زمني سريع للغاية وصمت لاسلكي كامل وحظر على استهداف قوات قوة الحماية وكان من المقرر أن يدير العملية العديد من القادة من بينهم كرستيتش من مركز قيادة أمامي في بريبيسيفاتش. كانت هناك أيضا مكونات نفسية لخطة العملية. نص التوجيه على دعم العمليات القتالية عن طريق الأمر بأن «الأجهزة الحكومية والعسكرية ذات الصلة المسؤولة عن العمل مع قوة الأمم المتحدة للحماية والمنظمات الإنسانية يجب عليها من خلال إصدار التصاريح المخططة وغير المخفية أن تقلل وتحد من الدعم اللوجستي لقوة الأمم المتحدة للحماية إلى الجيوب وتزويد الجيوش الإسلامية بالمواد والأسلحة المختبئة داخل المنطقة الآمنة مما يجعلها تعتمد على حسن نيتنا وفي الوقت نفسه تجنب إدانة المجتمع الدولي والرأي العام الدولي». ويعتقد أن العمليات لهذا الغرض بدأت بالفعل قبل ثلاثة أشهر من هجوم أبريل 1995.
تم إجراء الاستطلاع من موقع القيادة الأمامية في بريبيسيفاتش وبيسيكا بردو ومنجم براكان السطحي. بعد ذلك طلب فيلق درينا أن يقدم جيش جمهورية صرب البوسنة التعاون مع فوج الحماية الآلية 65 وكذلك لواء المشاة الخفيفة الأول والثاني في بودريني. أدى اندلاع مقاومة شرسة من قبل جيش البوسنة والهرسك ضد جميع محاور جيش جمهورية البوسنة والهرسك إلى تأخير بدء العملية لعدة أيام وتركزت الموارد على استعادة الأراضي التي فقدتها في هذه الهجمات.

#### سريبرينيتشا
في 9 يوليو حوالي الساعة 1700 وصل الجنرال راتكو ملاديتش قائد الأركان الرئيسية لجيش جمهورية صرب البوسنة دون إشعار مسبق إلى مركز القيادة الأمامية في بريبيسيفاتش مع جنرالات كبار آخرين في جيش جمهورية صرب البوسنة لمراقبة العمليات القتالية. بمجرد أن أجرى القادة الاتصال اللاسلكي من مسرح المعركة بأنهم قد أنجزوا المهام الموكلة إليهم رد ملاديتش عبر الراديو: «هذه بانوراما 01. أنت لم تنجز مهمتك. واصل الهجوم. أدخل سريبرينيتسا. أنا الآن في قيادة القوات المشاركة في هذه العملية». بدأت مقاومة الفرقة 28 التابعة لفيلق شرق البوسنة والهرسك في التلاشي أخيرا وكان ملاديتش قد أحال للتو كرستيتش إلى دور المراقب. طوال الليل واليوم التالي ضغط جيش جمهورية صرب البوسنة إلى الأمام وحقق مكاسب في مجالات رئيسية كافية للسيطرة على جميع المواقع الاستراتيجية اللازمة للسيطرة على سريبرينيتشا. في هذه المرحلة بدأ الطيارون المقاتلون التابعون لحلف الناتو في طائرات إف -16 بالتحليق فوق العمليات القتالية.
في 11 يوليو 1995 بدأ لواء مشاة براتوناك الخفيف المعزز بوحدة من لواء مشاة فلاسينيكا الخفيف دفعا أخيرا إلى سريبرينيتشا من الجنوب الشرقي. في الساعة 1430 قامت طائرتا F-16 بضربات جوية ضد دبابات جيش جمهورية صرب البوسنة وألحقت بعض الأضرار خلال الهجوم الذي استمر ثلاثين دقيقة والذي رد عليه ملاديتش بأمر القوات البرية باتخاذ تدابير دفاعية للهجوم الجوي مثل حرق أكوام القش لإنشاء ستائر دخان.
كانت ذئاب درينا من الكتيبة الأولى في لواء زفورنيك أول جنود جيش جمهورية صرب البوسنة الذين دخلوا مدينة سريبرينيتشا حوالي الساعة 1600 في ذلك اليوم. بعد تطهير المنطقة ووصول المزيد من القوات غادر كرستيتش والجنرالات الآخرون موقع القيادة الأمامية وأعيد تجميعهم في سريبرينيتشا. أمر ملاديتش على الفور قادة اللواء بالضغط على الهجوم إلى بوتوتشاري وبراتوناتش ولكن بعد اعتبارات لوجستية وأخرى أثارها كرستيتش وشيفانوفيتش أمر ملاديتش القوات بالاحتفاظ بخطوطها الحالية واستقرارها. في تلك الليلة في اجتماع مع ملاديتش تم تكليف كرستيتش بقوات المشاة التي ستنظم مسيرة ليلية نحو سيبا استعدادا للعمليات القتالية هناك. كما تقرر في هذا الاجتماع أن يشرف زيفانوفيتش على شراء حافلات لنقل المدنيين من سريبرينيتشا إلى كلاداني.
زار كرستيتش بوتوتشاري مرة واحدة على الأقل وأجرى مقابلة تلفزيونية. ولا يُعرف مدى تورطه في مذبحة سريبرينيتشا التي تلت ذلك. فصل جيش جمهورية صرب البوسنة اللاجئين الذكور البالغين في بوتوتشاري عن الآخرين وتم تحميل هؤلاء في حافلات ونقلهم إلى كلاداني. نُقل هؤلاء في مجموعات إلى مواقع معزولة مثل وادي سيرسكا ومستودع كرافيكا وأوراهوفاك ومزرعة برانجيفو وسد بيتكوفسي وكوزلوك حيث عُصبت أعينهم وأُعدموا. وفقا للبيانات الحالية قُتل أكثر من 3000 شخص وفقد أكثر من ألفي شخص.
أشارت وثائق جيش جمهورية صرب البوسنة المضبوطة إلى وجود اعتبارات لوجستية رئيسية منصوص عليها فيما يتعلق بتزويد شاحنات النقل بالوقود ونقل السجناء وتوفير المعدات لتحريك الأرض لحفر المقابر الجماعية فضلا عن تخصيص الذخيرة وتوفيرها لعمليات الإعدام. تم اعتراض الاتصالات المشفرة التالية عبر خطوط غير مؤمنة بين رئيس أمن الأركان الرئيسية لجيش جمهورية صرب البوسنة ليوبيشا بيرا وكريستيتش حيث كان بيرا يطلب المساعدة في التخلص من السجناء:
راديسلاف كرستيتش: سأرى ما يمكنني فعله لكنه سيزعجني كثيرا. من فضلك لديك بعض الرجال هناك في ناستيتش وبلاغوييفيتش.

ليوبيشا بيارا: لكن ليس لدي أي شيء وإذا كان لدي أو إذا فعلت ذلك فلن أظل أطلب لليوم الثالث.

راديسلاف كرستيتش: تحقق مع بلاغوييفيتش وخذ له قبعات حمر.

ليوبيشا بيارا: إنهم ليسوا هناك. أربعة منهم فقط ما زالوا هناك. أقلعوا أيها الأغبياء. لم يعودوا هناك بعد الآن.

راديسلاف كرستيتش: سأرى ما يمكنني القيام به.

ليوبيشا بيارا: جربه واطلب منهم الذهاب إلى دراغو. كرلي لا أعرف ماذا أفعل بعد الآن.

راديسلاف كرستيتش: ليوبو خذ هؤلاء الرجال من هناك.

ليوبيشا بيارا: لا لن يفعلوا أي شيء. لقد تحدثت معهم. لا يوجد حل آخر سوى أولئك الذين تتراوح أعمارهم بين 15 و30 رجلا مع إندييتش.

راديسلاف كرستيتش: ليوبو عليك أن تفهمني أيضا. لقد ضاجعتني يا رفاق كثيرا.

ليوبيشا بيارا: أنا أفهم لكن عليك أن تفهمني أيضا. لو تم ذلك في ذلك الوقت لما كنا لنتجادل حوله الآن.

راديسلاف كرستيتش: أوه الآن سأكون الشخص الملام.

ليوبيشا بيارا: لا أعرف ماذا أفعل. أعني ذلك يا كرلي لا يزال هناك 3500 طرد يجب علي توزيعه وليس لدي حل.

راديسلاف كرستيتش: سأرى ما يمكنني فعله.
ثم يُزعم أن كرستيتش تعهد بترتيب مساعدة رجال من لواء براتوناك في مزرعة برانييفو وعمليات إعدام بيليكا دوم.

#### ستوبكانيكا 95
على مدار الأيام القليلة التالية جمع كرستيتش قادة من عدة ألوية موجودة في المنطقة والتي ستساهم ببعض أو كل قواتهم في هجوم سيبا (المسمى الآن ستوبكانيكا 95) بما في ذلك لواء مشاة زفورنيك الأول ولواء المشاة الخفيف براتوناتش ولواء مشاة بيراش ولواء رومانيا الميكانيكي الثاني ولواء مشاة بودريني الخفيف الأول ولواء بودريني الخامس للمشاة الخفيفة ولواء ميليتشي الخفيف الأول ولواء فلاسينيكا الأول للمشاة الخفيفة وفوج المدفعية الخامس المختلط. في فيوغورا قاموا بتجميع لواء براتوناك ولواء ميليتشي وكتيبة سكيلاني المستقلة وساروا جنوبا ووصلوا إلى منطقة التجمع الأوسع لبودرافاني وروبوفو بردو وبراكان. كانوا سيهاجمون على طول خط بودرافاني-أورلوف كامين وزلوفره وإلى شيبا.
في 13 يوليو كانت هناك سلسلة من الإجراءات التمهيدية التي تضمنت تجوب الأرض بحثا عن الأعضاء المتبقين من الفرقة 28 وتنظيم مجموعات الألغام لاكتشاف حقول الألغام وإجراء عمليات إزالة الألغام وإزالة العوائق على الطرق داخل المنطقة المحمية وكذلك الطرق بين الوحدات والمنصة منطقة لعملية سيبا. كما نُفِّذت عمليات إعدام عديدة لسجناء مقيدين في هذه المنطقة. في 19 يوليو تم اعتراض المحادثة التالية بين كرستيتش ونائب قائد لواء مشاة زفورنيك الأول الجنرال دراغان أوبرينوفيتش:
راديسلاف كرستيتش: هل هذا أنت أوبرينوفيتش؟

دراغان أوبرينوفيتش: نعم.

راديسلاف كرستيتش: راديسلاف كرستيتش هنا.

دراغان أوبرينوفيتش: كيف حالك يا سيدي؟

راديسلاف كرستيتش: أنا بخير وأنت؟

دراغان أوبرينوفيتش: شكرا لك أنا أيضا.

راديسلاف كرستيتش: أحسنت أيها الرئيس. وكيف صحتك؟

دراغان أوبرينوفيتش: لا بأس الحمد لله لا بأس.

راديسلاف كرستيتش: هل تعمل هناك؟

دراغان أوبرينوفيتش: بالطبع نحن نعمل.

راديسلاف كرستيتش: جيد.

دراغان أوبرينوفيتش: لقد تمكنا من اصطياد المزيد إما بالبنادق أو في المناجم.

راديسلاف كرستيتش: اقتلهم جميعا. لعنهم الله.

دراغان أوبرينوفيتش: كل شيء كل شيء يسير وفقا للخطة. نعم.

راديسلاف كرستيتش: لا يجب ترك أي شخص على قيد الحياة.

دراغان أوبرينوفيتش: كل شيء يسير وفقا للخطة. كل شئ.

راديسلاف كرستيتش: أحسنت أيها الرئيس. ربما يستمع الأتراك إلينا. دعهم يستمعون أيها اللعين.

دراغان أوبرينوفيتش: أجل دعهم.
على الرغم من خسارة بعض قواته في عملية نقل إلى عمليات تعزيز في منطقتي علي بيغوفيتش وكاك في صباح يوم 17 يوليو بدأت المسيرة في سيبا مع وصول مبنى الهجوم على قدم وساق بعد بضعة أيام. تم إبطاء الهجوم في البداية بسبب ميزات التضاريس على طول محاور الهجوم. سقطت سيبا في أيدي جيش جمهورية صرب البوسنة في 1 أغسطس 1995.

#### الترقية إلى رتبة قائد فيلق درينا
انضم الجنرالات ملاديتش وتوليمير إلى كرستيتش في مركز القيادة الأمامية في كريفاكا في اليوم الذي بدأ فيه هجوم سيبا وأبلغه أنه (كرستيتش) سيتولى مهام قائد الفيلق قريبا. بعد حوالي أسبوع بعد نقل مركز القيادة الأمامي إلى غوديني أمر ملاديتش كرستيتش بالسفر إلى مطعم بالقرب من هان بييساك لتولي منصب شيفانوفيتش كقائد للفيلق. كان هناك حفل رسمي وبعد ذلك قام كرستيتش ببعض الواجبات المؤقتة وزار عائلته لفترة وجيزة في كوسوفسكا ميتروفيكا.

## ما بعد الحرب
في أغسطس 1995 ذهب كرستيتش إلى زفورنيك وانضم إلى أوبرينوفيتش في مراجعة للجانب الأيمن من خنادق الكتيبة السابعة. تم سماع أحد الناجين من مذبحة سريبرينيتشا على راديو الترانزستور الخاص بالجندي وهو يقدم تقرير عبر البث الإذاعي من توزلا. أمر كرستيتش بإغلاق الراديو مع تحذيرهم بعدم الاستماع إلى راديو العدو. ثم سأل أوبرينوفيتش عما إذا كان قد أصدر أوامر بعدم الاستماع إلى راديو العدو فقال أوبرينوفيتش إنه لم يفعل. رفض كرستيتش مناقشة عمليات الإعدام بمزيد من التفصيل.
تم إعفاء كرستيتش من مهامه كقائد للفيلق في 21 نوفمبر 1995 وتم إرساله إلى مدرسة الدفاع الوطني في بلغراد. عاد إلى هيئة الأركان الرئيسية لجيش جمهورية صرب البوسنة في سبتمبر 1996 لمزيد من الانتشار وعين في منصب رئيس التفتيش للجاهزية القتالية في جيش جمهورية صرب البوسنة. عين قائدا للفيلق الخامس في أبريل 1998.

### لائحة اتهام من قبل المحكمة الجنائية الدولية ليوغوسلافيا السابقة
في 1 نوفمبر 1998 وجهت المحكمة الجنائية الدولية ليوغوسلافيا السابقة في لاهاي لائحة اتهام إلى كرستيتش بتهمة الإبادة الجماعية والتواطؤ في ارتكاب الإبادة الجماعية والإبادة وتهمتي قتل واضطهاد. في 27 أكتوبر 1999 تم تعديل لائحة الاتهام لتشمل تهمة واحدة بالترحيل وتهمة واحدة بارتكاب أفعال غير إنسانية.

#### القبض عليه
في يوم الأربعاء 2 ديسمبر 1998 كان كرستيتش يقود سيارته عبر قرية فرساني على طريق بييليلينا-برتشكو بينما كان في طريقه إلى بانيا لوكا في رحلة عمل عندما تم تعطيل سيارته بسبب المسامير على الطرق وتم سحبه عبر نافذة سيارته وتم احتجازه في عملية مشتركة بين القوة الجوية الخاصة وقوة العمليات الخاصة بالبحرية الأمريكية أطلقتها سفور. تم نقله على الفور إلى لاهاي لمحاكمته. أعربت حكومتا جمهورية صرب البوسنة ويوغوسلافيا عن غضبهما وحتى روسيا احتجت على الطريقة التي اعتُقل بها كرستيتش حيث حدث ذلك في منطقة من البوسنة والهرسك كانت تحرسها وحدة قوة تحقيق الاستقرار الروسية والتي لم تكن على علم بالعملية.

#### المحاكمة والحكم
بدأت محاكمة كرستيتش بعد خمسة أيام من القبض عليه في 7 ديسمبر 1998. ولم ينف كرستيتش ارتكاب جيش جمهورية صرب البوسنة لجرائم حرب لكنه نفى أنه أصدر أوامر بهذه الأعمال. دافع عن الجهل ووضع المسؤولية المحتملة على أكتاف اللواء ملاديتش. وادعى أنه لم يشارك في التخطيط أو التنظيم أو الأمر بعمليات القتل والترحيل مدعيا بدلا من ذلك أنه ركز على هجومه على سيبا أثناء وقوع الجزء الأكبر من عمليات القتل. وادعى أنه لم يكن يعلم ولم يسمع شيئا عن أي فظائع حتى موعد محاكمته. في 2 أغسطس 2001 أدين كرستيتش بجميع التهم الموجهة إليه وحُكم عليه بالسجن 46 عام.
في 15 أغسطس 2001 قدم محامي كرستيتش إخطار استئناف ضد حكم المحكمة الابتدائية بحجة أن المحكمة الابتدائية أساءت تفسير التعريف القانوني للإبادة الجماعية وأخطأت في تطبيق التعريف على عدة ظروف للقضية. رفضت محكمة الاستئناف الاستئناف فيما يتعلق بالتعريف القانوني للإبادة الجماعية. وفيما يتعلق بالأخطاء الوقائعية رفضت محكمة الاستئناف في 19 أبريل 2004 الاستئناف بشأن بعض القضايا لكنها وافقت عليه فيما يتعلق بمسائل أخرى. لقد أعلنوا أنه غير مذنب بارتكاب الإبادة الجماعية لكنهم أكدوا أنه مذنب كمساعد ومدير للإبادة الجماعية وبالتالي أعادوا تعريف تورط كرستيتش وقطع 11 عام من عقوبته.

### هجوم على السجن
في 20 ديسمبر 2004 نُقل كرستيتش إلى المملكة المتحدة لقضاء عقوبته. في 7 مايو 2010 هاجم ثلاثة سجناء مسلمين كرستيتش مما أدى إلى إصابته بجروح خطيرة في سجن ويكفيلد حيث كان يقضي العقوبة. تم إرسال الرجال الثلاثة إندريت كراسنيكي وإلياس خالد وكوام أوجومبيي للمحاكمة في محكمة ليدز كراون. في 18 فبراير 2011 أدين الثلاثي بتهمة «الجرح بنية ارتكاب أذى جسدي جسيم» لكن تمت تبرئتهم من محاولة القتل. وحكم القاضي على كراسنيكي بالسجن المؤبد لمدة محددة مدتها 12 عام وحكم على خالد بالسجن 10 سنوات وحكم على أوغومبيي الذي لعب دور أصغر في الهجوم بالسجن مدى الحياة بست سنوات.
بعد ذلك أُعيد كرستيتش إلى هولندا ثم نُقل لاحقا إلى سجن في بيوتركوف تريبونالسكي ببولندا في 20 مارس 2014.